# Салтарин білогузий
Салтарин білогузий (Lepidothrix nattereri) — вид горобцеподібних птахів родини манакінових (Pipridae).

## Поширення
Він поширений у північно-центральній частині Бразилії південніше Амазонки до центральної частини Мату-Гросу та крайнього північного сходу Болівії. Мешкає в підліску низовинних вологих лісів до 500 метрів над рівнем моря.

## Підвиди
- Lepidothrix nattereri nattereri (Sclater, 1865) — центральна північна Бразилія на південь від річки Амазонки (від річки Мадейра, на південь до Калами, на схід до річки Тапажос та її приток).
- Lepidothrix nattereri gracilis (Hellmayr, 1903) — центральна Бразилія від верхів'я річки Мадейра на схід до центральної частини Мату-Гросу (на схід до верхнього басейну річки Шінгу) та крайнього північного сходу Болівії (північно-східний Санта-Крус).